# Abbiate Guazzone
Abbiate Guazzone (Abbiàa in dialetto locale) è una popolosa frazione del comune di Tradate, in provincia di Varese.

## Storia
Nell'Alto Medioevo il borgo di Abbiate aveva una discreta importanza ed era sede di un castello, poi distrutto dai Milanesi nel 1070 .
Abbiate seguì le sorti del Seprio e quindi del Ducato di Milano e del Regno Lombardo-Veneto.
Per secoli ebbe una popolazione inferiore al migliaio di abitanti ma manifestò una sensibile crescita demografica nell'Ottocento, arrivando a contare 1388 residenti nel 1861.
Nel 1899 venne installata ad Abbiate Guazzone una stazione di trasformazione elettrica, collegata alla centrale di Vizzola Ticino, la quale permise l'approvvigionamento di elettricità per il paese stesso e la vicina Tradate.
Il Comune di Abbiate Guazzone fu annesso a quello di Tradate il 6 maggio 1928, diventandone frazione.

## Geografia fisica
Il nucleo abitato di Abbiate Guazzone è sito a sud-ovest del confine del Parco della Pineta di Appiano Gentile e Tradate e della provincia di Como. Esso dista da Tradate e Locate Varesino dista meno di 2 km, 3 da Cairate, 4 da Lonate Ceppino, 6 da Cassano Magnago, 12 da Saronno e 17 da Varese.

## Geografia antropica

### Rioni
- Canònica
- Bartolòra
- Canton di mòrt
- Cantun di Piatt
- Stragesa
- Sù al mont

## Infrastrutture e trasporti
Il paese, sito sulla SP ex SS 233 Varesina, conta una stazione ferroviaria a due binari (gestita dalle Ferrovie Nord Milano), sulla linea Saronno-Laveno.
Gli svincoli autostradali più vicini sono quelli di Busto Arsizio sulla A8 "dei Laghi", di Saronno sulla A9 "dei Laghi" e di Mozzate sulla A36 "Pedemontana" per la quale è prevista una strada di raccordo ("Varesina bis").

## Sport
La squadra di calcio del paese è l'A.S.D. Nuova Abbiate, il cui campo di gara si trova in via Ugo Foscolo ed è intitolato a don Nicola Daverio, già parroco della chiesa dei SS. Pietro e Paolo di Abbiate.